# العلاقات الإندونيسية القطرية
العلاقات الإندونيسية القطرية هي العلاقات الثنائية التي تجمع بين إندونيسيا وقطر.

## مقارنة بين البلدين
هذه مقارنة عامة ومرجعية للدولتين:
| وجه المقارنة                                              | إندونيسيا         | قطر           |
| --------------------------------------------------------- | ----------------- | ------------- |
| المساحة (كم2)                                             | 1.90 مليون        | 11.44 ألف     |
| عدد السكان (نسمة)                                         | 263.99 مليون      | 2.64 مليون    |
| الكثافة السكانية (ن./كم²)                                 | 138.94            | 230.77        |
| العاصمة                                                   | جاكرتا            | الدوحة        |
| اللغة الرسمية                                             | اللغة الإندونيسية | اللغة العربية |
| العملة                                                    | روبية إندونيسية   | ريال قطري     |
| الناتج المحلي الإجمالي (بليون دولار)                      | 1.02 تريليون      | 167.61 مليار  |
| الناتج المحلي الإجمالي (تعادل القوة الشرائية) بليون دولار | 2.85 تريليون      | 316.40 مليار  |
| الناتج المحلي الإجمالي الاسمي للفرد دولار أمريكي          | 3.35 ألف          | 73.65 ألف     |
| الناتج المحلي الإجمالي للفرد دولار أمريكي                 | 10.52 ألف         | 141.54 ألف    |
| مؤشر التنمية البشرية                                      | 0.684             | 0.850         |
| رمز المكالمات الدولي                                      | +62               | +974          |
| رمز الإنترنت                                              | .id               | .qa           |
| المنطقة الزمنية                                           |                   | ت ع م+03:00   |

## منظمات دولية مشتركة
يشترك البلدان في عضوية مجموعة من المنظمات الدولية، منها:
| علم المنظمة | اسم المنظمة                               | تاريخ انضمام إندونيسيا | تاريخ انضمام قطر |
| ----------- | ----------------------------------------- | ---------------------- | ---------------- |
|             | يونسكو                                    | 27 مايو 1950           | 27 يناير 1972    |
|             | وكالة ضمان الاستثمار متعدد الأطراف        | 12 أبريل 1988          | 22 أكتوبر 1996   |
|             | الأمم المتحدة                             | 28 سبتمبر 1950         | 21 سبتمبر 1971   |
|             | الاتحاد البريدي العالمي                   | ?                      | ?                |
|             | البنك الدولي للإنشاء والتعمير             | 13 أبريل 1967          | 25 سبتمبر 1972   |
|             | المنظمة الهيدروغرافية الدولية             | ?                      | ?                |
|             | منظمة التعاون الإسلامي                    | ?                      | ?                |
|             | منظمة حظر الأسلحة الكيميائية              | ?                      | ?                |
|             | الاتحاد الدولي للاتصالات                  | 1949                   | 27 مارس 1973     |
|             | مؤسسة التمويل الدولية                     | 23 أبريل 1968          | 11 أكتوبر 2008   |
|             | المركز الدولي لتسوية المنازعات الاستشارية | 28 أكتوبر 1968         | 20 يناير 2011    |
|             | منظمة التجارة العالمية                    | ?                      | ?                |
|             | منظمة الشرطة الجنائية الدولية             | 5 أكتوبر 1954          | ?                |

## وصلات خارجية
- موقع وزارة الخارجية الإندونيسية
- موقع وزارة الخارجية القطرية